# Marathon van Milaan 2012
De Marathon van Milaan 2012 vond plaats op maandag 15 april 2012. Het was de twaalfde editie van deze marathon. 
De wedstrijd bij de mannen werd gewonnen door de Keniaan Daniel Kiprugut in 2:08.39. De top drie zat met Nickson Kurgut (2:08.43) en Biru Gemechu Worku (2:08.48) erg dicht bij elkaar. Bij de vrouwen ging Irene Jerotich Kosgei uit Kenia met de hoogste eer strijken. Met een tijd van 2:31.07 finishte zij slechts acht seconden voor de Italiaanse Emma Quaglia.

## Uitslag
Mannen
| rang | naam                    | land | tijd    |
| ---- | ----------------------- | ---- | ------- |
| 1    | Daniel Kiprugut Too     | KEN  | 2:08.39 |
| 2    | Nickson Kurgut          | KEN  | 2:08.43 |
| 3    | Biru Gemechu Worku      | ETH  | 2:08.48 |
| 4    | Elijah Kipruto Sang     | KEN  | 2:11.44 |
| 5    | Berhanu Shiferaw        | ETH  | 2:11.54 |
| 6    | Franck Caldeira         | BRA  | 2:12.03 |
| 7    | Lahcen Mokraji          | MAR  | 2:14.13 |
| 8    | Ancelmo Damiao De Sousa | BRA  | 2:14.14 |
| 9    | Giovanni Gualdi         | ITA  | 2:15.25 |
| 10   | Wissem Hosni            | TUN  | 2:16.35 |

Vrouwen
| rang | naam                  | land | tijd    |
| ---- | --------------------- | ---- | ------- |
| 1    | Irene Jerotich Kosgei | KEN  | 2:31.07 |
| 2    | Emma Quaglia          | ITA  | 2:31.15 |
| 3    | Nebiat Habtemariam    | ETH  | 2:38.09 |
| 4    | Emebet Etea Bedada    | ETH  | 2:42.02 |
| 5    | Esther Hildago        | ESP  | 2:42.25 |
| 6    | Mihaela Maria Prundus | ROU  | 2:45.38 |
| 7    | Claudia Gelsomino     | ITA  | 2:49.48 |
| 8    | Lara Mustat           | ITA  | 2:55.24 |
| 9    | Martina Soliman       | ITA  | 3:03.28 |
| 10   | Simona Guiliani       | ITA  | 3:06.24 |

2000 ·
2001 ·
2002 ·
2003 ·
2004 ·
2005 ·
2006 ·
2007 ·
2008 ·
2009 ·
2010 ·
2011 ·
2012 ·
2013 ·
2014 ·
2015 ·
2016 ·
2017